# Nuestra Señora de la Peña de Francia

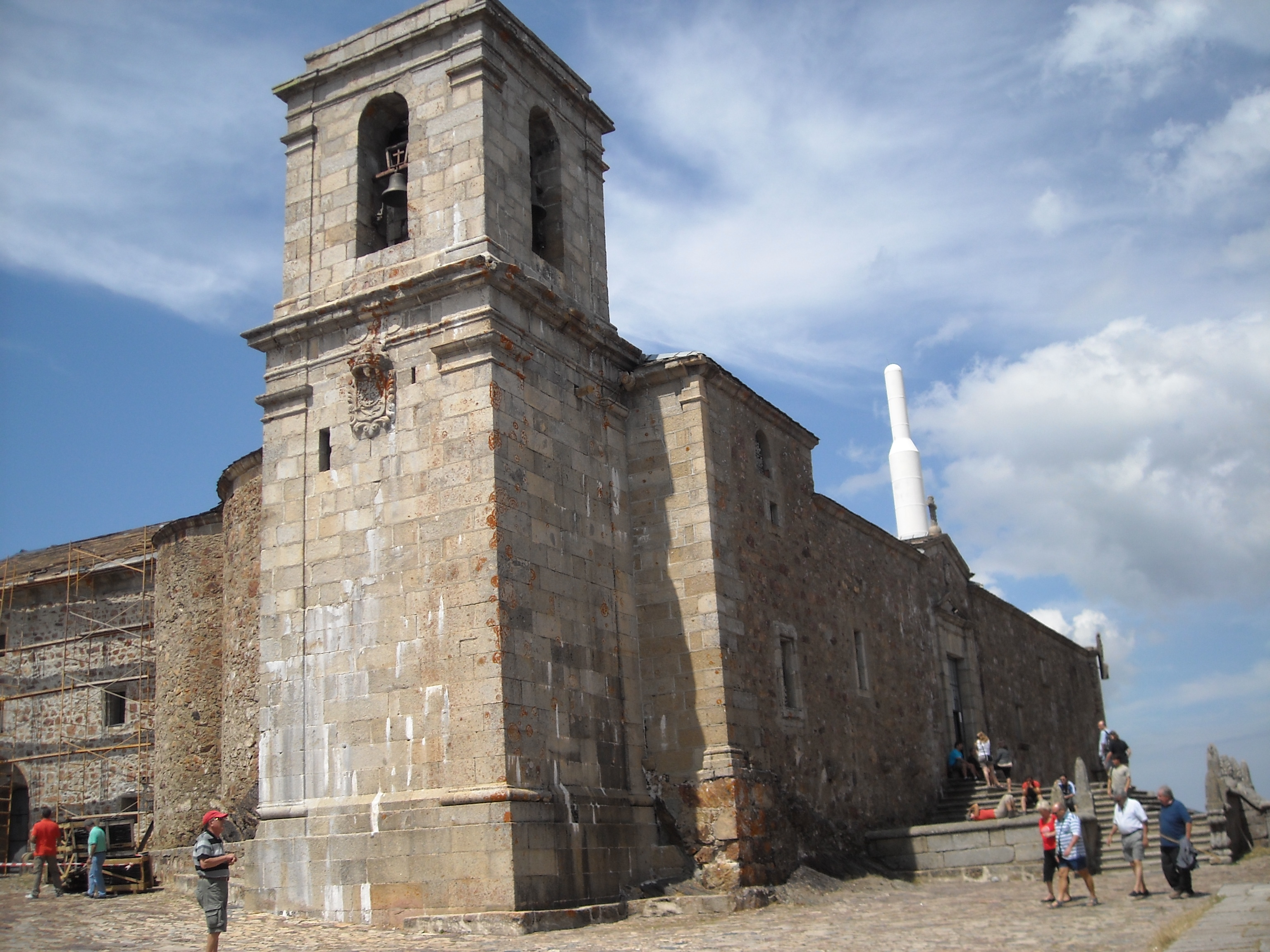
Santuario de Nuestra Señora de la Peña de Francia.

Nuestra Señora de la Peña de Francia, también conocida como la virgen de la Peña de Francia, es una advocación mariana correspondiente a la natividad de María, a la que se rinde culto en el santuario dominico situado en la cima de la Peña de Francia, en la sierra de Francia (Salamanca, España). La tradición le atribuye numerosos hechos milagrosos.

## Historia
El francés Simon Roland tuvo una aparición mariana, encontró la imagen románica primitiva el 14 de mayo de 1434 (tal como había anunciado años antes la conocida como moza santa de Sequeros) y cambió su nombre a partir de entonces por el de Simón Vela. La imagen de la Virgen fue robada el 17 de agosto de 1872 y devuelta el 18 de diciembre de 1889 bajo secreto de confesión. Como se encontraba muy deteriorada, en 1890 se encargó a Jacinto Bustos Vasallo la que se venera actualmente y que guarda en su interior los restos de la anterior.
El encargo fue hecho por D. José Tomás de Mazarrasa, Administrador Apostólico de Ciudad Rodrigo, ofreciendo como modelo una copia de la imagen robada que se conservaba en la casa solariega de los Mazarrasa en Villaverde de Pontones (Cantabria). La copia había sido mandada hacer por Valentín de Mazarrasa que profesaba a esta imagen una gran devoción. Por su actividad profesional como maestro cantero, había trabajado en diversas obras en Zamora y Salamanca, alojándose en varias ocasiones en el santuario regido por los dominicos en la Peña de Francia. En 1765, encontrándose en Villaverde de Pontones y viendo cercana su muerte, quiso dedicar en su casa un oratorio a la Virgen de la Peña de Francia, por lo que encargo a su administrador Juan Pérez de Arce mandar construirla “imitando a la original  y hacerla tocar de ella”. Valentín murió en diciembre de ese año, sin llegar a ver la imagen acabada. Varias cartas de Pérez de Arce certifican que la copia se envío al santuario y que el 5 de julio de 1766 tuvo lugar el solemne acto de tocar la imagen con la original, hecho que quedó certificado por el prior, Fr. Mateo Basco.
Tras el robo de la Virgen de la capilla en 1872 y su devolución en 1889, a la vista del deteriorado estado en que se encontraba se resolvió encargar una nueva imagen al escultor Jacinto Bustos Vasallo, usando como modelo la existente en el oratorio de Villaverde de Pontones. Los restos de la talla original se introdujeron en una abertura practicada en el pecho de la nueva. El 7 de septiembre de 1890 se efectuó el traslado de la nueva imagen con toda solemnidad a la capilla de la Peña de Francia donde permanece.
La imagen de Nuestra Señora de la Peña de Francia, que es una virgen negra, fue coronada canónicamente el 4 de junio de 1952 en la Plaza Mayor de Salamanca.
El Santuario de Nuestra Señora de la Peña de Francia de El Cabaco (Salamanca) está regido por los padres dominicos. Prácticamente inaccesible en invierno por la nieve, tiene gran afluencia de visitantes durante los meses de verano, muchos de ellos peregrinos cristianos. Durante los fines de semana con buen tiempo, son frecuentes las bodas ante la imagen de la Virgen de la Peña de Francia.
Personalidades destacadas en la recuperación del santuario han sido el intelectual católico e hispanista francés Maurice Legendre (que organizó en 1934 una peregrinación oficial francesa con motivo del quinto centenario del hallazgo de la imagen y que está enterrado en la nave central de la iglesia), y el fraile dominico Constantino Martínez Uriarte (1911-1991).

## Festividad

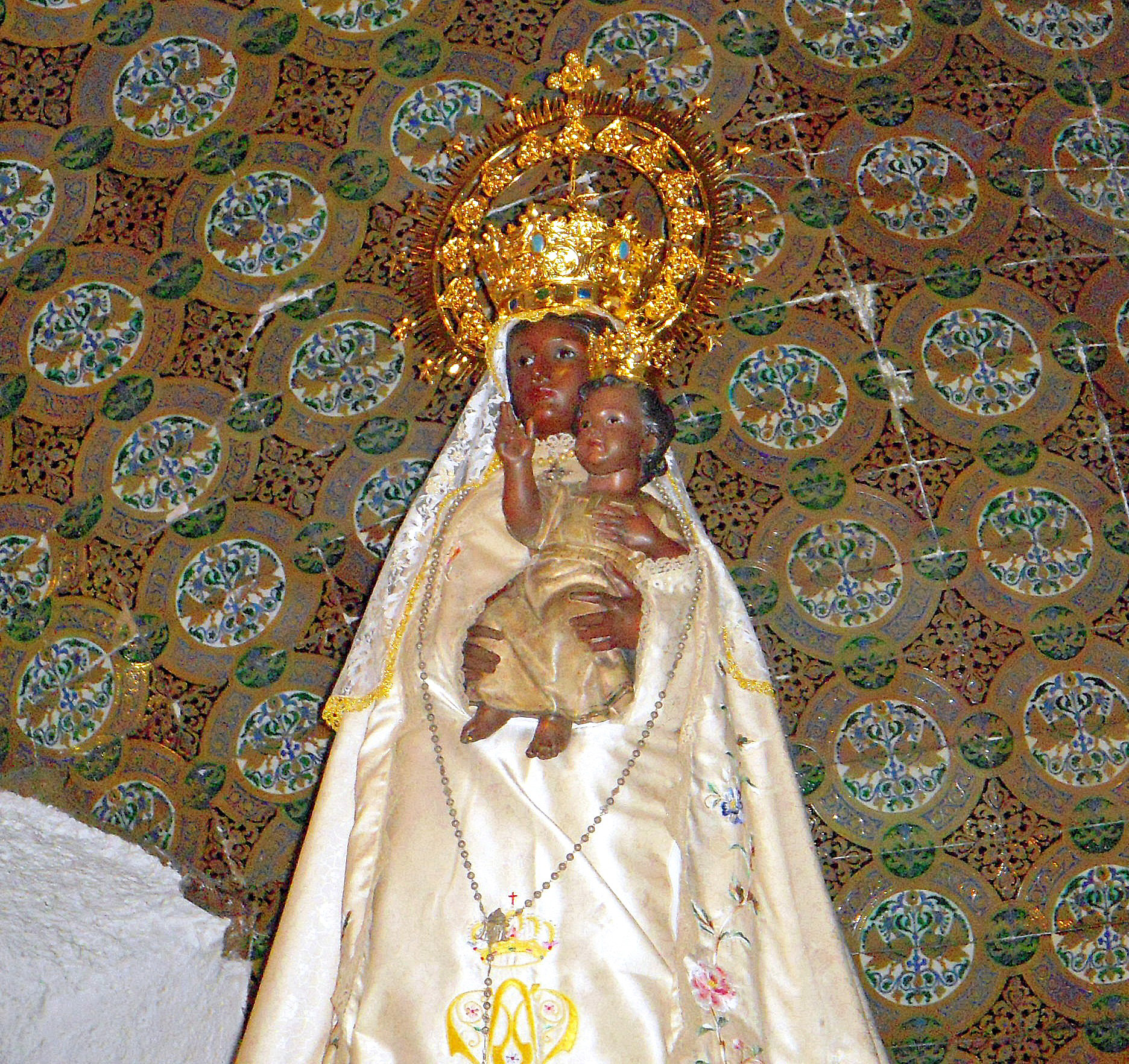
Nuestra Señora de la Peña de Francia, de Jacinto Bustos Vasallo.

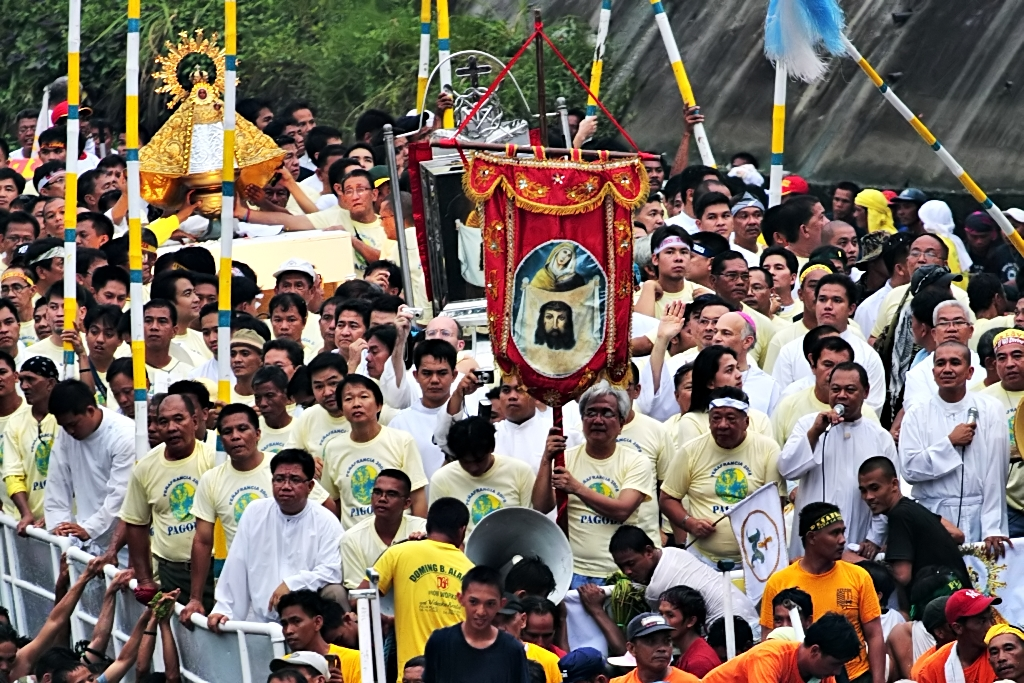
Procesión Fluvial durante el Festival Penafrancia en la víspera de la fiesta de Ntra. Sra. de Penafrancia en Naga (Bicolandia, Filipinas).

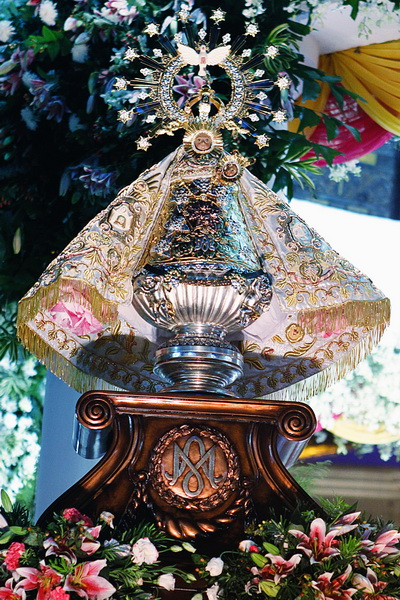
Imagen de Nuestra Señora de la Peña de Francia en la región de Bicolandia (Filipinas).

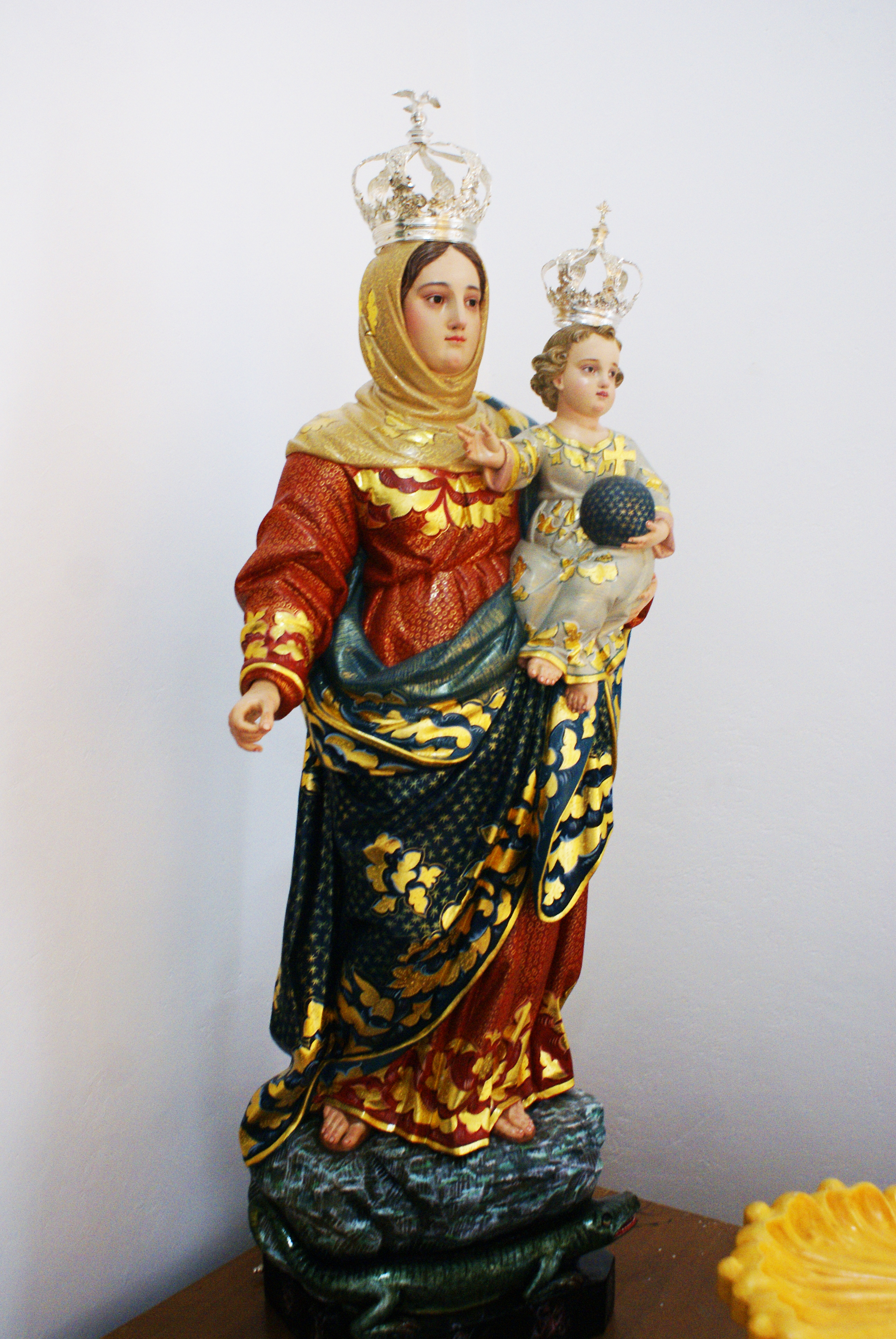
Imagen de Nta. Sra. de la Peña de Francia, Ermita de Nta. Sra. de la Peña de Francia, Praia do Norte, Azores (Portugal).

El nacimiento de la Virgen o natividad de María se celebra como una fiesta litúrgica en el santoral católico y en la mayoría de los santorales anglicanos y que se celebra el 8 de septiembre, nueve meses después de la solemnidad de su Inmaculada Concepción celebrada el 8 de diciembre.
Esta fiesta, como la de la Asunción de María, tiene su origen en Jerusalén. Comenzó en el siglo V como la fiesta de la basilica Sanctae Mariae ubi nata est, actualmente la Basílica de Santa Ana. En el siglo VII, la fiesta se celebraba por los bizantinos y en Roma como la fiesta del nacimiento de la Bienaventurada Virgen María. La fiesta también se celebra por los cristianos sirios el 8 de septiembre y por los cristianos coptos en el 1 Bashans (esto es, el 9 de mayo).

## Patronazgo
La Virgen de la Peña de Francia es la patrona de Ciudad Rodrigo y de la provincia de Salamanca, esto último por concesión del Papa Pablo VI con fecha de 14 de mayo de 1966. En la capilla de la Blanca del santuario hay una composición heráldica formada por los escudos de Castilla y de León, con la leyenda Patrona de León y Castilla, así como un blasón de Portugal acompañado por el lema Protectora de Portugal y sus posesiones. Una réplica de esta también es patrona de la región de Bicolandia (Filipinas), donde es conocida como Nuestra Señora de Peñafrancia o bien Our Lady of Peñafrancia. Así mismo, Nuestra Señora de la Peña de Francia es patrona de São Paulo, Itapira y Resende Costa, en Brasil. 

### Devoción popular
La Virgen de la Peña de Francia cuenta con notable devoción popular en:
- Ciudad Rodrigo, donde se celebra una romería anual coincidiendo con el último fin de semana de junio.[24][25]
- La comarca cacereña de Las Hurdes, donde se celebran a primeros de agosto las Fiestas Mayores presididas por la imagen del santuario (trasladada expresamente para el evento).[26][27]
- La región de Bicolandia (Filipinas), donde se celebra el Festival de Peñafrancia, con numerosos actos.[28]
- El distrito de Paco en Manila.[29]Nuestra Señora del Rosario de Peña de Francia, Paco, Manila.
- Brasil, que es el país que cuenta con un mayor número de templos dedicados a esta advocación,[30] destacando los de São Paulo y Río de Janeiro.

## Lugares de culto

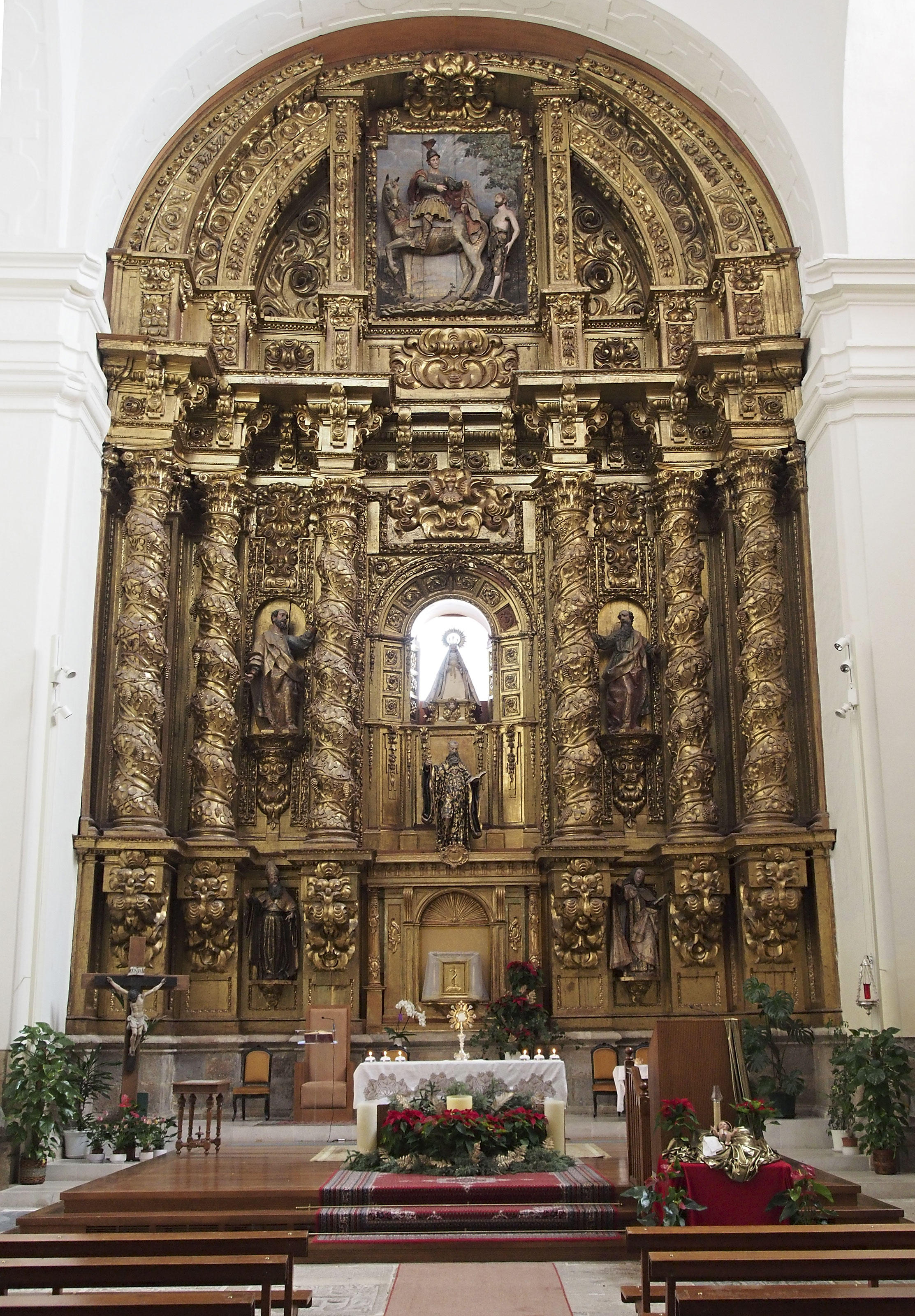
Nuestra Señora de la Peña de Francia en un transparente del retablo mayor de la iglesia de San Martín (Valladolid).

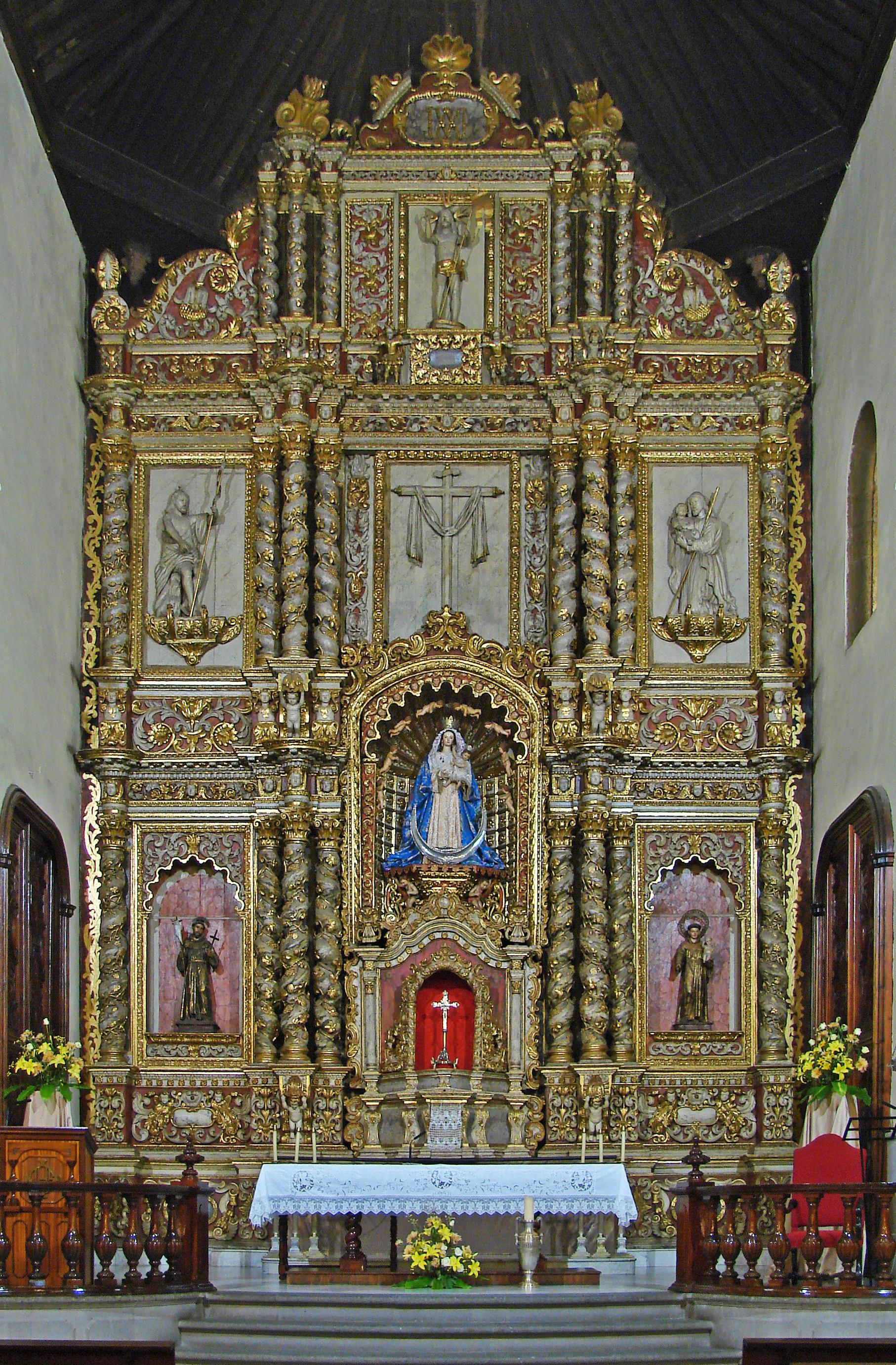
Imagen de Nuestra Señora de la Peña de Francia en el retablo mayor de la iglesia del mismo nombre, Puerto de la Cruz (Tenerife, Canarias)

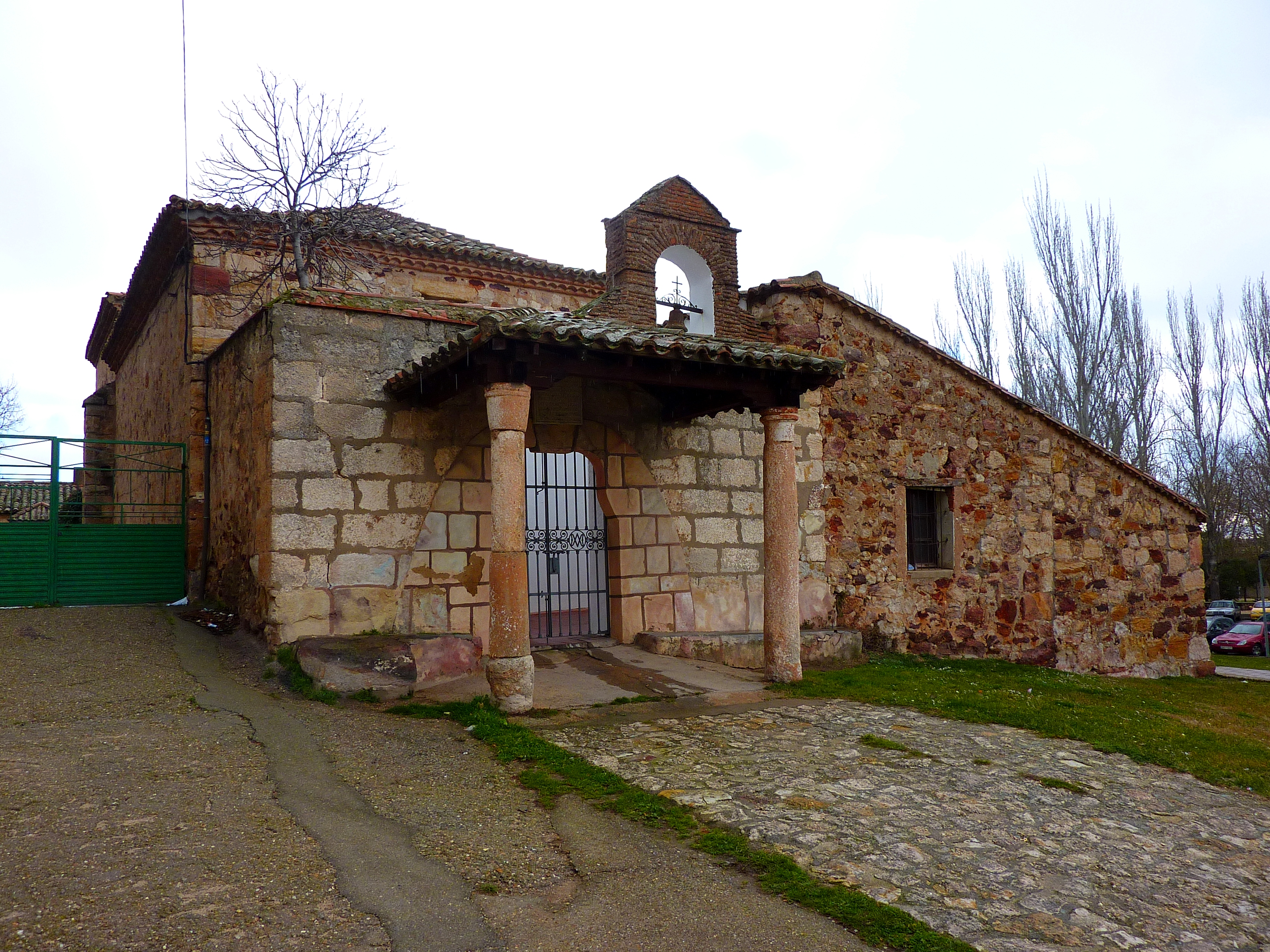
Ermita de Nta. Sra. de la Peña de Francia, Zamora

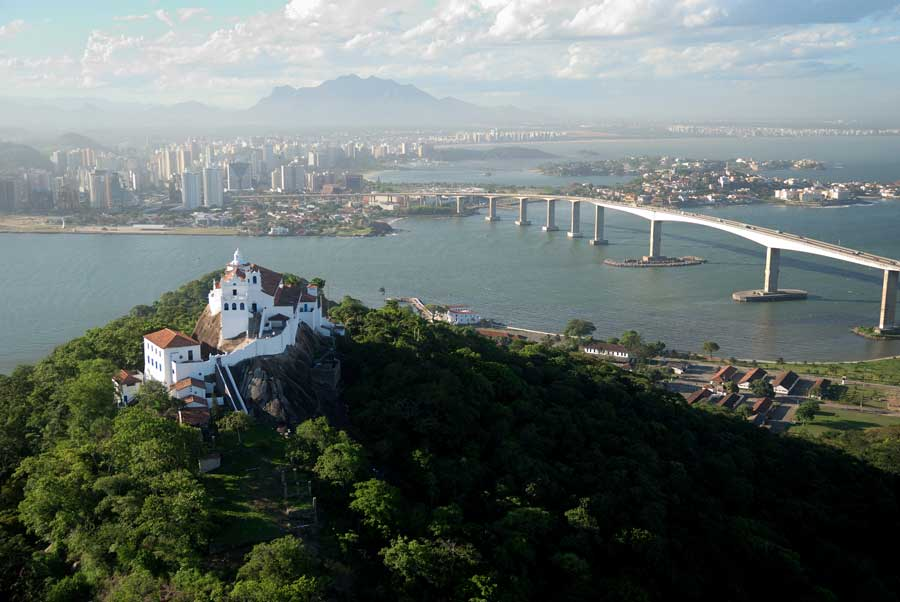
Vista aérea del Convento de la Peña, construido en 1568 en Vila Velha, Espírito Santo (Brasil)

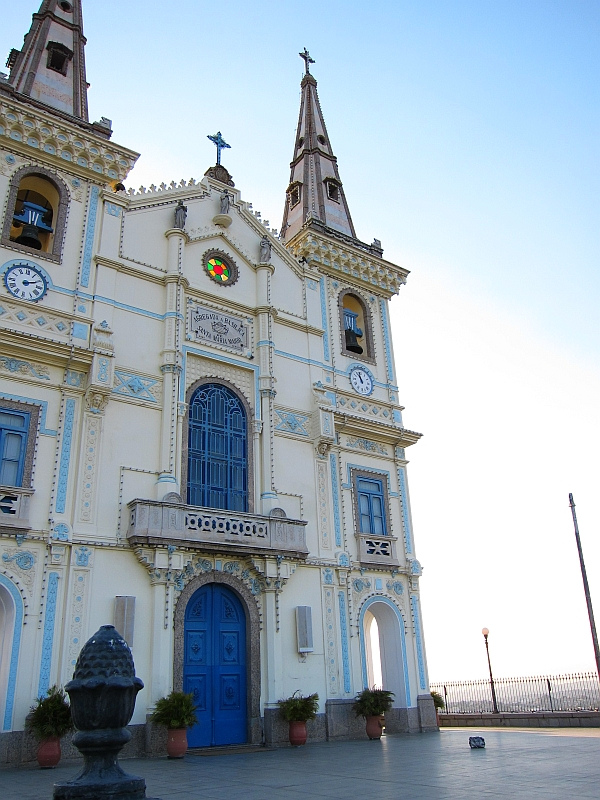
Iglesia de Nuestra Señora de la Peña de Francia en Río de Janeiro (Brasil).

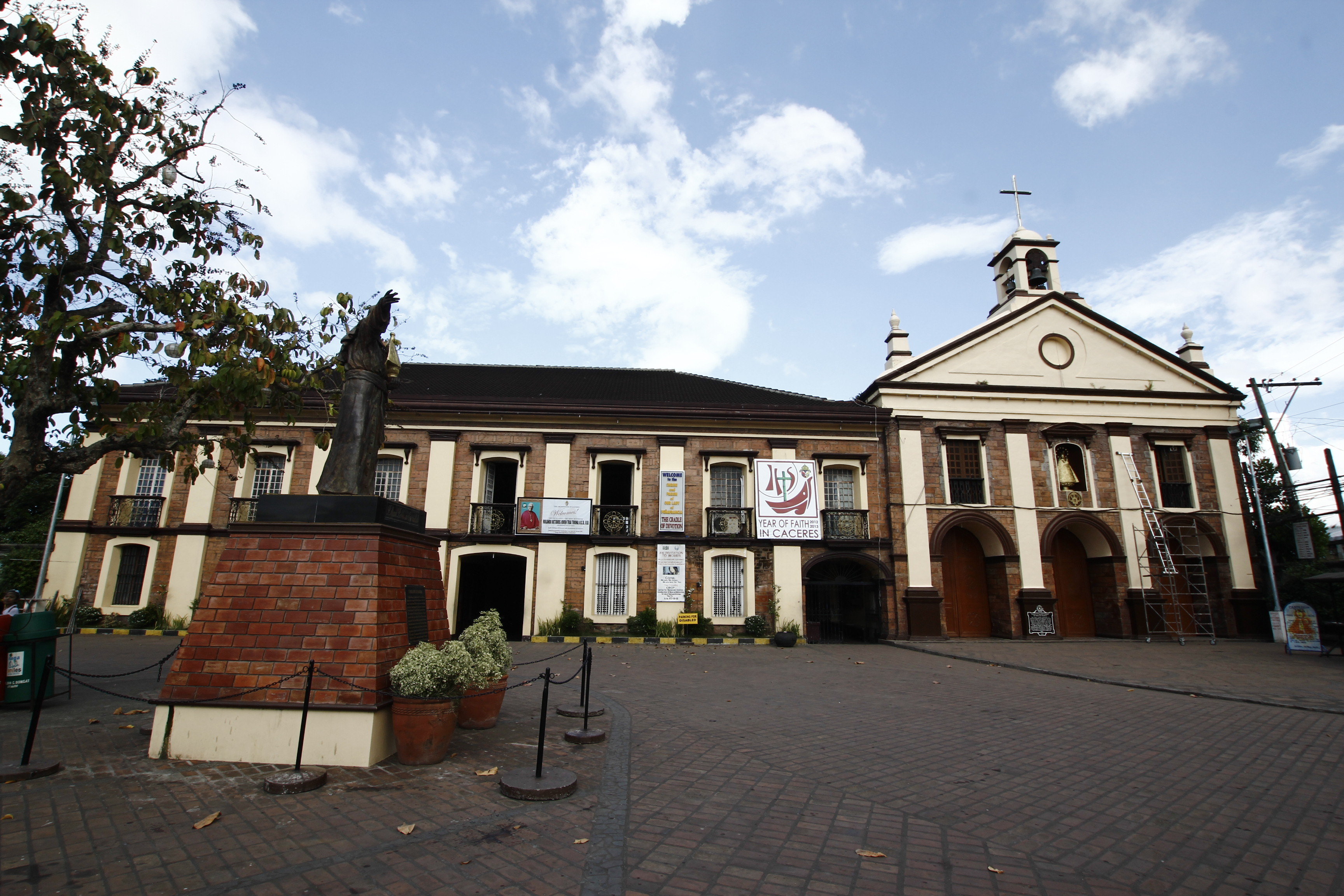
Iglesia de Nuestra Señora de la Peña de Francia en Naga (Camarines del Sur, Filipinas).

### España
- Santuario original: Santuario de Nuestra Señora de la Peña de Francia, situado en la Peña de Francia (El Cabaco, Salamanca).
- Iglesia de San Andrés, en Ciudad Rodrigo, Salamanca.[31]
- Convento de San Esteban, Salamanca.
- Ermita de Nuestra Señora de la Peña de Francia, situada en el término municipal de Zamora, en Castilla y León.
- Iglesia de San Martín, en la ciudad de Valladolid (Castilla y León). La imagen de Nuestra Señora de la Peña de Francia se encuentra en un transparente situado en el centro del retablo mayor.
- Iglesia de Nuestra Señora de la Peña de Francia, en Puerto de la Cruz, Tenerife, Canarias.[32][33]
- Iglesia de Santa María en Dozón (Pontevedra).[34]
- Santiago de Parada, en La Cañiza, Pontevedra.[35]
- Capilla de Nuestra Señora de la Peña de Francia, en Deva (Gijón).

### Portugal
- Santuario de Nuestra Señora de la Peña de Francia, Penha de França, Lisboa[36][37]
- Ermita de Nuestra Señora de la Peña de Francia, Praia do Norte, Azores (Portugal).[38]
- Iglesia de Nuestra Señora de la Peña de Francia, Água Retorta, villa de Povoação, isla de São Miguel, Azores (Portugal).[39]
- Iglesia de Nuestra Señora de la Peña de Francia, Posto Santo, en el concejo de Angra do Heroísmo, en la isla Terceira, Azores (Portugal).[40]
- Iglesia de la Peña, Braga (Portugal).[41]

### Brasil
- Santuario de Nuestra Señora de la Peña (Convento de la Peña), Vila Velha, Espírito Santo.[42]
- Santuario de Nuestra Señora de la Peña de Francia, Penha de França, São Paulo.[43]
- Iglesia matriz de Nuestra Señora de la Peña de Francia, Itapira, São Paulo (Brasil).[44]
- Iglesia matriz de Nuestra Señora de la Peña de Francia, Resende Costa, Minas Gerais (Brasil).[45]
- Iglesia de Nuestra Señora de la Peña de Francia, Río de Janeiro (Brasil).[46]
- Iglesia de Nuestra Señora de la Peña de Francia, Salvador de Bahía, Bahía (Brasil).
- Basílica de Nuestra Señora de la Peña, Recife, Pernambuco (Brasil).[47]
- Iglesia de Nuestra Señora de la Peña, São Luís, Maranhão (Brasil).
- Iglesia catedral de Nuestra Señora de la Peña, Crato, Ceará, Brasil.[48]
- Iglesia de Nuestra Señora de la Peña, João Pessoa, Paraíba (Brasil).
- Iglesia matriz de Nuestra Señora de la Peña, Jaraguá, Goiás (Brasil).[49]
- Iglesia matriz de Nuestra Señora de la Peña, Corumbá, Goiás (Brasil).
- Iglesia matriz de Nuestra Señora de la Peña, Campos dos Goytacazes, Río de Janeiro (Brasil).

### México
- Iglesia de la Virgen de la Peña de Francia, Villa del Carbón, México.[50]

### Argentina
- Catedral de Córdoba, Argentina. Jerónimo Luis de Cabrera, en la fundación de Córdoba de la Nueva Andalucía, aportó la imagen de Nuestra Señora de la Peña de Francia que aún se conserva en la catedral cordobesa.[51]

### Filipinas
- Basílica menor de Nuestra Señora de Peñafrancia (Coronación Pontifica 1924) en Naga, Región de Bicolandia, en Filipinas.[52]
- Santuario de Nuestra Señora de Peñafrancia de Manila (Coronada)
- Capilla de San Francisco Javier, Binitayan, Malilipot, Albay, Segunda Patrona, Nuestra Señora de Peñafrancia de Bihitayan
- Parroquia de Buhi, Camarines Sur

### India
- Iglesia de Nuestra Señora de la Peña de Francia, Britona,[53] Goa (India).[54]

En Quito (Ecuador), el dominico Fray Pedro Bedón fundó el convento de la Recoleta de Nuestra Señora de la Peña de Francia en 1600. Situado junto a la iglesia del Buen Pastor, actualmente el convento es también sede de un museo.